# 海雕号巡洋舰
海雕号是德意志帝国海军建造的一艘四等巡洋舰，为六艘鵟级巡洋舰的三号舰。该舰自1890年末开始在但泽的帝国船厂铺设龙骨，1892年2月下水，至同年8月交付使用。海雕号是专为执行海外任务而设计，装备有八门105毫米口径的主炮，航速可达16.9節（31.3每小時）。
海雕号的整个服役生涯几乎都在海外度过。入役后，它于1893年跟随二等巡洋舰奥古斯塔皇后号一同出访美国，以纪念克里斯托弗·哥伦布发现美洲400周年。此后，该舰前往德属东非，一直驻守至1898年。它曾于1898－1899年短暂返回德国进行现代化改造，之后被部署至德属新几内亚的太平洋基地。在太平洋服役期间，海雕号还参与镇压了发生在中国的义和团运动。当1905年德属东非爆发马及马及叛乱后，该舰又重返当地。
海雕号在接下来的九年里一直留在东非，最终于1914年1月返回德国。自1899年完成现代化改造以来，它已经在国外度过了13年多的时间，是德国所有主要军舰中持续海外服役时间最长的。抵达德国后，该舰即宣告退役。即便是1914年8月第一次世界大战爆发后，它也未获重新动员，因其舰龄太大，已无任何作战价值。相反，海雕号在威廉港被改装成贮存水雷的废船。1917年4月19日，其贮存的水雷发生爆炸摧毁了该舰，但没有人员伤亡。舰只残骸从未被打捞上岸。

## 设计

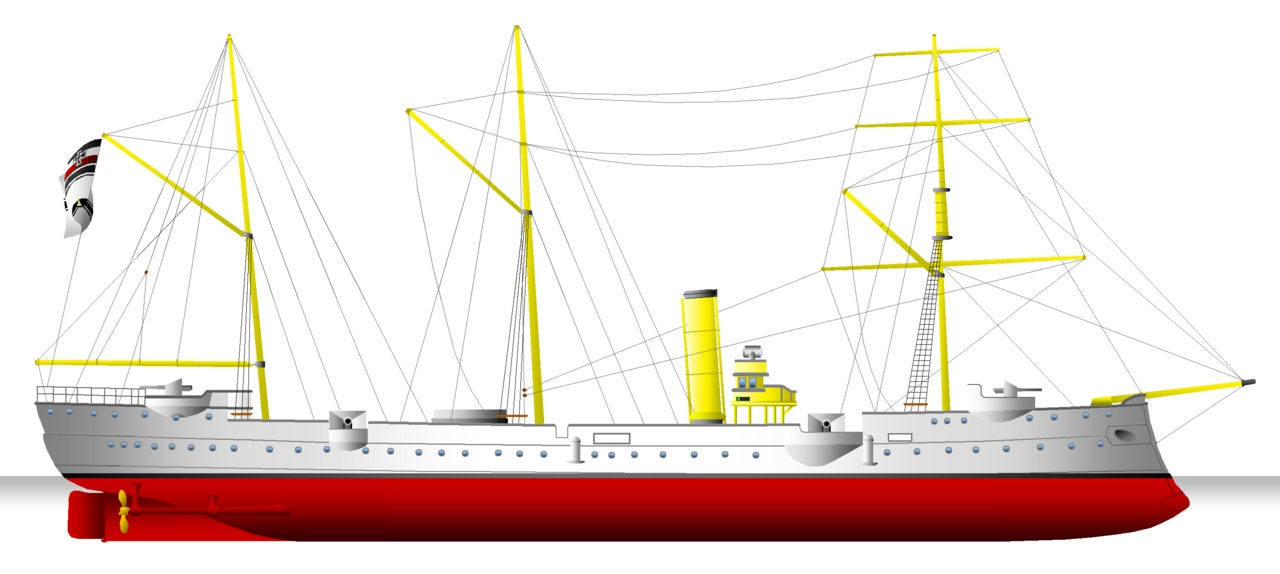
鵟级秃鹫号的插画

随着1871年后德意志帝国的经济扩张，帝国海军有必要将军舰常驻在海外殖民地，以保护德国公民在当地的权益。由于船员宿营空间的局促和低适航性，既有的炮舰并非合适的舰种。它们的武器装备也被视为过于薄弱。相反，所需船具应具有较大的排水量并通过轮机驱动，以使它们能够监控大片海域。这类舰只还应继续配备适当的风帆索具，以便在长途航行中节省煤炭。这些要求在1886－1887财年获得拨款的两艘燕子级巡洋舰得到落实，它们为更大的鵟级奠定了基础。
海雕号的舰体采用横向钢框架构造，并有一直延伸至上甲板的黄松外板，表面再覆裹一层蒙次合金以保护木材免受船蛆的侵害。舰只的水线长和全长分别为79.6米和82.6米，有12.7米的舷宽以及最大5.35米的吃水深度。其标准排水量为1612吨，满载时则可达1864吨。推进装置由两台卧式三缸三胀往复式蒸汽机组成，各负责驱动一副直径为3米的三叶螺旋桨。蒸汽由四台燃煤圆柱形火管锅炉提供，它们通过管道汇入一具单座烟囱。发动机的额定功率为2,800匹公制馬力（2,100千瓦特），设计航速16.9節（31.3每小時），并能够以9節（17每小時）的速度连续航行2,950海里（5,460）。其标准船员编制为9名军官及152名水兵。
该舰的主炮由八门单座安装的105毫米35倍径速射炮组成，共配备800发弹药。它们的射程为10800米。其中两门并排放置在艏楼，四门分居两边舷侧：一对在舷外平台上、一对在炮眼内，最后两门则并排安装在后甲板。副炮则由五门37毫米转膛炮组成，用于防御鱼雷艇。此外，舰只还配备有两具350毫米鱼雷发射管和5枚鱼雷，均安装在甲板上。

## 服役历史

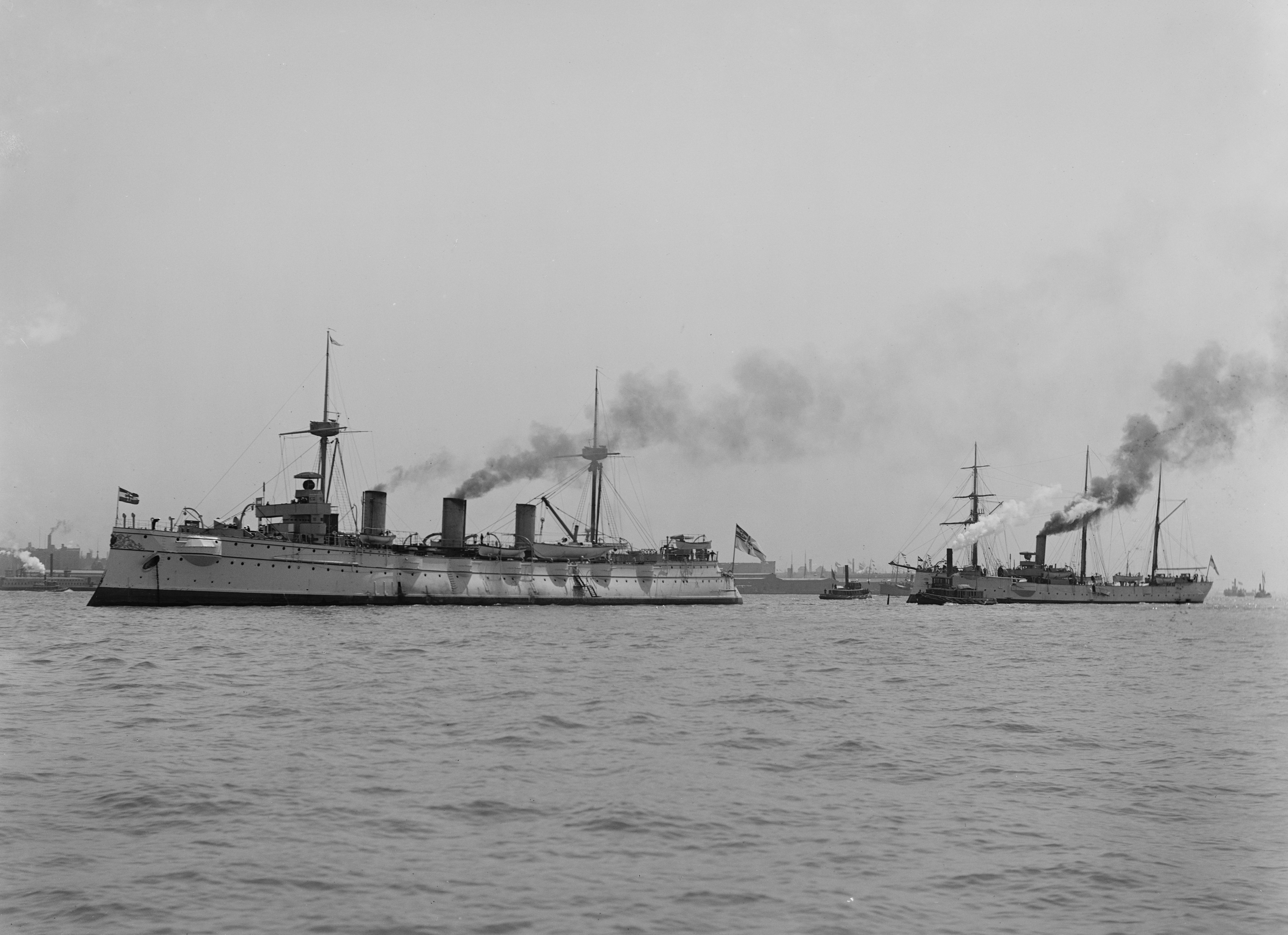
奥古斯塔皇后号与海雕号在汉普顿锚地

海雕号是以“雕代舰”（Ersatz Adler）作为合同代号，于1890年底在但泽的帝国船厂开建。它于1892年2月2日下水，当时被命名为“帝雕号”（Kaiseradler），并由时任船厂厂长、海军上校恩斯特·阿施曼在下水仪式上发表演说。舾装工作完成后，它于同年6月27日竣工，当即交付德意志帝国海军运用。该舰于8月17日被重命名为海雕号，因德皇威廉二世决定为其新下水的皇家游艇霍亨索伦号改名为帝雕号。海雕号于同日展开海试。10月25日，它在基尔遭到铁甲护卫舰巴伐利亚号意外撞击，但仅轻微受损。其海试一直持续到11月17日；1893年3月15日，该舰正式进入舰队服役。
入役后，海雕号预定接替燕子号巡洋舰在德属东非的驻地舰职责。但首先，海雕号和二等巡洋舰奥古斯塔皇后号对美国进行了友好访问，以参加迟来的纪念哥伦布首次横渡大西洋400周年的庆祝活动。两舰于3月25日从基尔启程，但由于对穿越大西洋所需的煤炭量估计错误，海雕号在途中便耗尽了燃料。奥古斯塔皇后号只得将其拖曳至哈利法克斯，在当地重新装填满煤舱。它们于4月18日抵达汉普顿锚地。包括美国海军在内的其它九国军舰在纽约参加了盛大的庆祝活动，并接受时任美国总统格罗弗·克利夫兰的检阅。期间海雕号游艇般的外观尤为引人注目。

### 部署至东非
在美国的庆祝活动结束后，海雕号航行穿越大西洋回到亚速尔群岛，然后经地中海进入红海。1893年6月20日，它在亚丁与燕子号相遇。海雕号继续前往印度孟买接受例行保养，从7月3日持续至8月21日。该舰终于在9月2日抵达驻地，当时它在桑给巴尔锚泊，与东非基地的另一艘炮舰海鸥号会合。9月9日，两舰共同驶往基尔瓦基斯瓦尼；一群奴隶贩子袭击了驻扎在当地的小型警察支队。由于殖民地防务部队无法增援警察部队，因此海雕号和海鸥号对奴隶贩子实施炮击，消除了威胁。

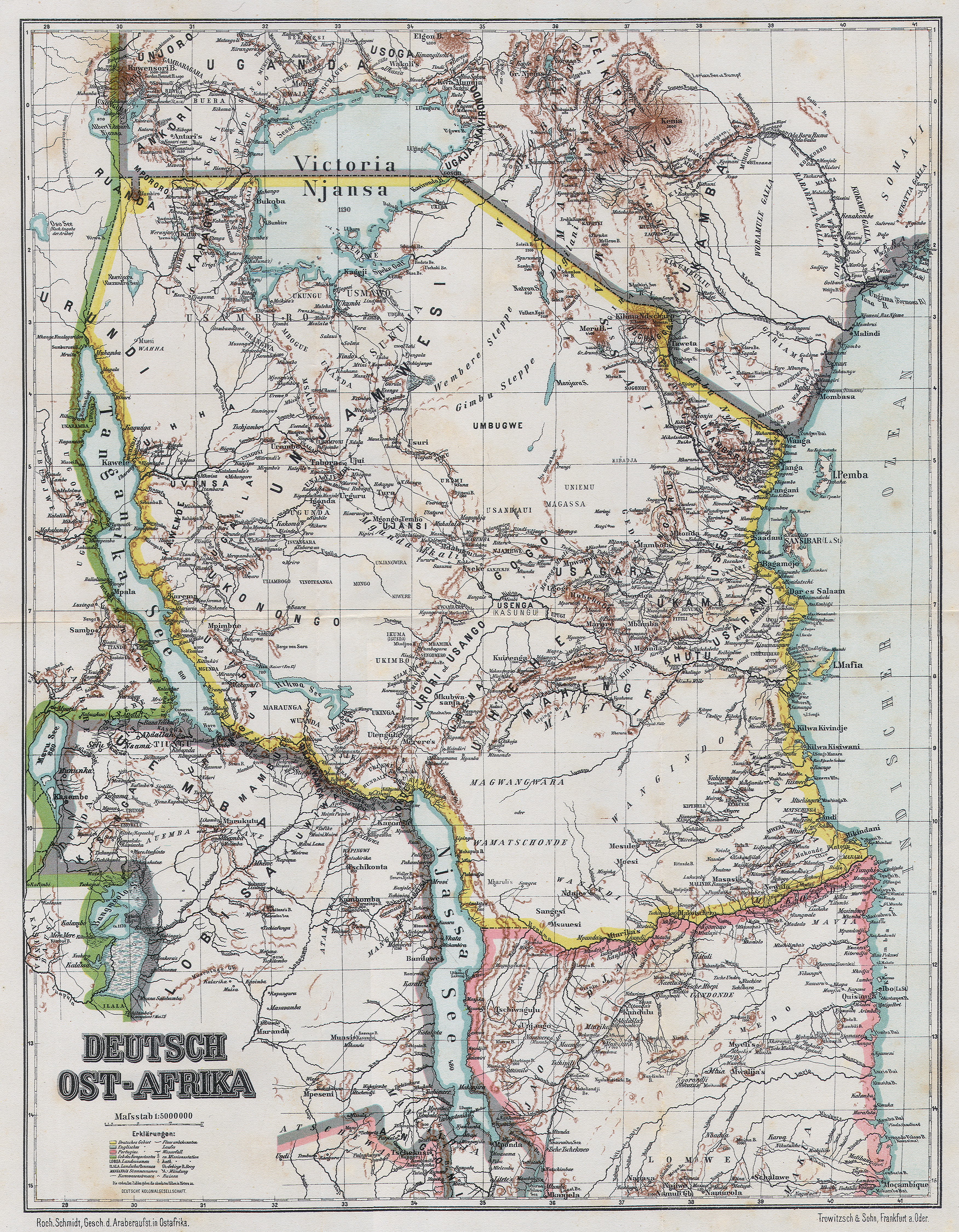
德属东非时局图

海雕号随后继续前往葡属莫桑比克的洛伦索马克斯。葡萄牙殖民地的叛乱威胁到了居住在这座城市的德国人；海雕号疏散了这些平民，把他们带往桑给巴尔，于11月15日抵达。在此期间，海鸥号被转移至德属新几内亚，海雕号的姊妹舰神鹫号和鸬鹚号则抵达德属东非。其中神鹫号用于增援海雕号，而鸬鹚号本应继续向太平洋进发，但暂时留在该地区，以强化东非的德国海军力量。此举既是为了观察德国在莫桑比克遭受的经济利益损害，也是为了展示武力，以防止英国侵占德拉戈湾——这是独立的德兰士瓦唯一的补给港。1895年1月，神鹫号接替了海雕号在东非海岸的任务。
1月10日，海雕号启程前往孟买，其锅炉在当地进行了大修。基尔帝国船厂的工人被专程派去执行这项任务。海雕号于5月重新启动，5月18日离开孟买，至当月31日抵达东非。与此同时，鸬鹚号获准脱离东非，继续前往太平洋地区。这一年余下的时间对海雕号而言大致平安无事，尽管它曾短暂地参与了东非的政治发展。1895年12月，英国人的“詹姆森攻势”席卷了德兰士瓦，威胁到居住在当地的约15,000名德国人，以及他们在该国投资的5亿黄金马克。德国总督曾考虑下令海雕号派遣一支登陆部队，以保护德国驻德兰士瓦首都比勒陀利亚的公使，但詹姆逊攻势的失败使这个计划变得多余。尽管如此，当紧张局势降温时，海雕号仍然留在东非。直至1896年2月中旬，它才前往开普敦接受年度检修。
完成修缮后，海雕号于1896年4月28日奉命前往德属西南非洲，协助防务部队镇压当地叛乱。该舰的任务是阻止英国军火商向叛军运送武器。随后，海雕号于5月5日前往斯瓦科普蒙德，在那里与鬣狗号炮舰会合。两舰均派遣了部队上岸保卫这座城市。海雕号于月底回到东非。10月2日，在短暂的英桑战争过后，它又前往桑给巴尔，将被废黜且逃入德国公使馆寻求庇护的前苏丹哈立德·本·巴伽什带到达累斯萨拉姆；此举甚至被《纽约时报》描述为对英国人的羞辱。12月20日，随着德国驻莫桑比克公使约阿希姆·冯·普费尔遭到葡萄牙殖民警察袭击，海雕号再次被召至洛伦索马克斯。神鹫号也于1897年1月2日与其会合，以加强武力展示。此后，海雕号前往开普敦进行年度检修。
接下来的两年大致相安无事。1898年1月，海雕号再度回到开普敦进行检修，随后于5月3日接到返回德国的命令。它于三天后从达累斯萨拉姆启程，至5月31日抵达亚丁。在那里，该舰又与正重新前往东非轮替它的燕子号相遇。海雕号于6月26日返抵基尔，并于7月9日退役，以便在但泽进行大修。这项工程是在帝国船厂完成的，其中的变化包括拆除主桅，并将其索具简化为双桅纵帆样式。1899年10月3日，海雕号重新入役，并奉命接替其姊妹舰隼号在德属新几内亚的南海基地警备任务。它于10月19日离开基尔，于10月27日至28日在丹吉尔停留，以逼迫摩洛哥政府赔偿对德国利益的损害。海雕号随后继续前往德国的南太平洋殖民地，至11月15日抵达。

### 部署至太平洋
抵达太平洋后，海雕号于1900年1月18日首次前往阿德默勒尔蒂群岛，以应对当地人谋杀欧洲商人的事件。从1月30日开始，它巡航拜访了德国在该地区的据点，历时数周。其经停的港口包括加罗林群岛和马里亚纳群岛，这两处岛屿都是新近从西班牙购买的。5月，该舰又巡航前往德属萨摩亚，并在当地与鸬鹚号会合。德属萨摩亚总督威廉·索尔夫和萨摩亚酋长马塔阿法·尤瑟福随即登上海雕号，率领两舰巡视了这些岛屿。1900年7月，继中国清朝于前一年爆发义和团运动后，海雕号从南海基地被派去协助西方国家镇压拳民。它抵达胶州湾租借地的青岛，并加入东亚分舰队。在接下来的几个月内，该舰跟随大巡洋舰俾斯麦侯爵号和赫塔号在中国沿海附近游弋。
1901年4月24日，海雕号奉命前往加罗林群岛的雅浦岛，协助解救搁滩的北德劳埃德邮轮慕尼黑号。当海雕号于5月3日抵达时，两艘拖船已经成功地将邮轮拉出，但巡洋舰的船员们仍然协助修复了受损的船体。海雕号此后返回东亚并继续在中国港口巡逻，这些职责一直持续到1902年底。在该舰的中国行动期间，其船员在敌对作战时仅有1人伤亡。1903年1月2日，它的姊妹舰鵟号抵达东亚水域接替其岗位，让海雕号得以回归南海基地。从8月3日到9月14日，海雕号在日本东京郊外的浦贺接受了定期检修。
1904年2月日俄战争爆发后，海雕号被召回青岛，为任何可能涉及德国的敌对行动做好准备。在此期间，鸬鹚号被神鹫号取代；加入这两艘巡洋舰的还有海雕号在东非的老搭档——海鸥号。1905年初，海雕号对菲律宾和荷属东印度群岛（今印度尼西亚）展开了了友好访问，随后于4月返回青岛。6月28日，日俄战争在日本取得对马海峡海战的决定性胜利后接近尾声，海雕号脱离东亚分舰队，获准返回南海基地。在前往驻地途中，该舰于8月20日在波纳佩岛经停时又收到了重回非洲的命令。它的到场对于帮助镇压7月爆发的大规模起义——马及马及叛乱有着重要作用。海雕号在去往东非期间曾分别在纳闽岛和新加坡两度搁浅，但都没有对舰只造成实质损坏。它于10月1日抵达达累斯萨拉姆。

### 重返东非

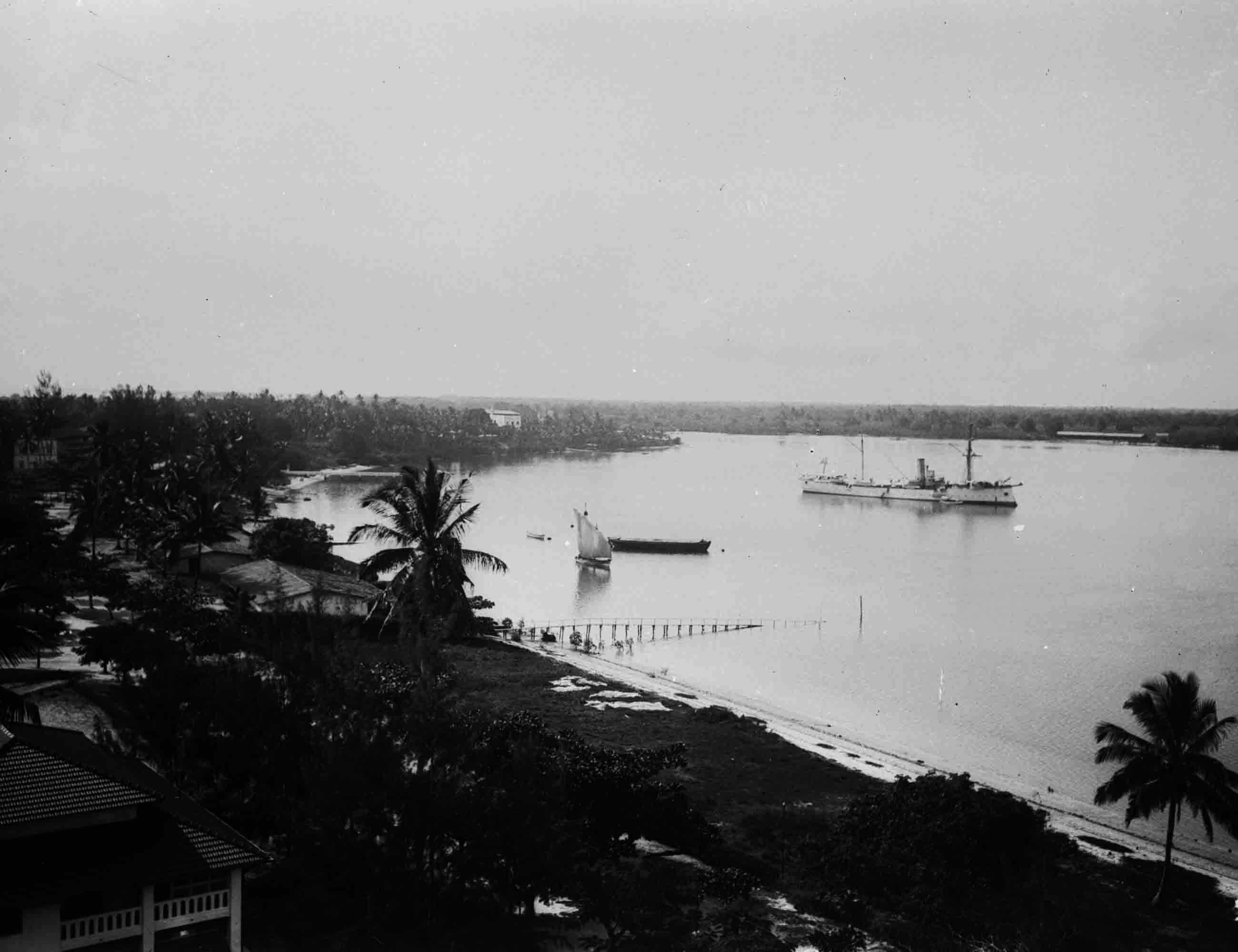
海雕号于第二次派驻东非期间在达累斯萨拉姆

1905年10月中旬，海雕号派出一支登陆部队在萨曼加上岸，以保护当地的沿海电报线路。到12月中旬，它已返回达累斯萨拉姆，然后于1906年1月17日前往基尔瓦基斯瓦尼，至当月24日返回。2月10日至3月16日期间，该舰则在开普敦又进行了一次大修。至此，东非的局势已经平静下来，同样被派去镇压马及马及叛乱的小巡洋舰忒提斯号也被遣回了德国。尽管如此，海雕号还是留在了该地区，并于1907年初被正式编入东非基地。1907年10月，当时仍是海军少校的胡戈·莫伊雷尔成为该舰的指挥官。他一直担任此职至1909年6月。
1908年，鵟号跟随海雕号加入了东非基地。从2月18日到3月18日，海雕号在开普敦接受了另一次检修。此后，它前往德属西南非洲，在鲸湾港和斯瓦科普蒙德停留。在当地，该舰曾于3月和4月初与炮舰豹号展开联合巡逻。4月18日，海雕号回到达累斯萨拉姆。下一次返厂维修于9月12日至26日进行，这回是在孟买。1908年余下的时间里，海雕号都波澜不惊地度过，接下来的几年也是如此。唯一的重大事件发生于1911年11月初，当时一艘隶属汉堡不来梅－非洲航运的轮船伊姆加德号（Irmgard）在克利马内搁浅，由海雕号协助解救出来。1913年，开普敦市长接待了来自海雕号和英国防护巡洋舰赫耳墨斯号的代表团。12月底，巴伐利亚王子利奥波德和格奥尔格也于海外访问期间在达累斯萨拉姆检阅了海雕号。

### 后续役期
1914年1月9日，海雕号最后一次从东非启程，驶回德国。它在外国度过了近十三年半的时间，是所有德国主要军舰中连续海外服役时间最长的。轮替该舰的是其姊妹舰秃鹫号，当时尚未抵埗，但已经在途。海雕号于1月22日在亚丁停留，至3月18日抵达基尔，然后被转移至但泽并退役。同年5月6日，它被重新归类为炮舰。1914年8月第一次世界大战爆发后，由于舰龄太大、不再适合现役，该舰未获重新动员启用，而是被拆减为一艘贮存水雷的废船。它被拖到威廉港，锚泊在港口外围的亚德湾泊地上（53°29′N 8°12′E / 53.483°N 8.200°E）。1917年4月19日，其贮存的水雷发生爆炸。爆炸摧毁了海雕号，所幸并未造成人员伤亡；舰只残骸一直没有被打捞上岸。

## 影响
1900年1月，德国殖民当局曾派遣海雕号前往巴布亚新几内亚的阿德默勒尔蒂群岛进行惩罚性讨伐。期间该舰首度驶入了马努斯岛以北的一个海湾。德国人于1911年在当地建立了一个小型殖民点，命名为“海雕湾”，并沿用至今。新几内亚海军如今在那里也设有着一座小型基地；其麾下的一艘太平洋级巡逻艇海雕号也是以此命名。